# Solanum incanum
Espèce
Classification APG III (2009)
Solanum incanum est une espèce de plante à fleurs de la famille des Solanaceae, dont la domestication (probablement en Inde) a donné l'Aubergine cultivée.

## Répartition et habitat
Son aire de répartition va de l'Éthiopie à l'Inde, en passant par le Soudan, l'Égypte, la péninsule Arabique, l'Iran et le Pakistan.